# Gran Premio di Lugano 2007
Il Gran Premio di Lugano 2007, venticinquesima edizione della corsa, valido come evento dell'UCI Europe Tour 2007 categoria 1.1, fu disputato il 4 marzo 2007 su un percorso di 172 km. Fu vinto dall'italiano Luca Mazzanti al traguardo con il tempo di 4h18'45" alla media di 39,884 km/h.
In totale 111 ciclisti portarono a termine il percorso.

## Ordine d'arrivo (Top 10)
| Pos. | Corridore            | Squadra         | Tempo    |
| ---- | -------------------- | --------------- | -------- |
| 1    | Luca Mazzanti        | Panaria         | 4h18'45" |
| 2    | Pedro Arreitunandia  | Barloworld      | s.t.     |
| 3    | Evgenij Petrov       | Tinkoff         | s.t.     |
| 4    | Thomas Löfkvist      | F. des Jeux     | s.t.     |
| 5    | Aleksandr Bočarov    | Crédit Agricole | s.t.     |
| 6    | Linus Gerdemann      | T-Mobile Team   | s.t.     |
| 7    | Leonardo Bertagnolli | Liquigas        | s.t.     |
| 8    | Kanstancin Siŭcoŭ    | Barloworld      | s.t.     |
| 9    | Carlos Barredo       | Quick Step      | s.t.     |
| 10   | Cristian Gasperoni   | Cer. Flaminia   | a 3"     |